# Henry Clay
Henry Clay, född 12 april 1777 i Hanover County, Virginia, död 29 juni 1852 i Lexington, Kentucky, var en amerikansk statsman. Han var en mycket inflytelserik politiker i kongressen under 1800-talets första hälft. Han är anfader till en rad amerikanska politiker och höga militärer (bland andra Lucius Clay).

## Biografi
Clay flyttade som ung från Virginia till Kentucky, där han 1798 börjande som advokat och 1803 fick plats i delstatens representanthus. Från 1806 till 1807 och från 1809 till 1810 var han ledamot i USA:s senat, men nådde sitt verkliga inflytande sedan han blivit ledamot av representanthuset 1811–1825. Han var representanthusets talman vid flera perioder under sin tid där och kandiderade 1824, 1832 och 1844 i presidentvalet endera för Nationalrepublikanska partiet eller Whigpartiet, dock utan att vinna vid något tillfälle. Han var USA:s utrikesminister 1825-1829 under president John Quincy Adams. Han tillhörde åter senaten 1831–1842 och från 1849 till sin död. Han är än idag den i amerikansk historia som innehaft talmanämbetet under längst tid. Trots att han ansågs vara en mycket skicklig politiker och administratör, var han aldrig speciellt populär hos allmänheten.
Clay gjorde sig tidig känd som anhängare till en utvidgad tullskyddslagstiftning, och ägnade stort intresse i utrikespolitiska frågor. Han var 1811–1812 ledare för det parti som genomdrev krigsförklaringen mot Storbritannien och deltog efter kriget i fredsförhandlingarna. Han arbetade även efter 1818 för att USA skulle erkänna sydstaternas självständighet.
Clay var en av initiativtagarna till organisationen American Colonization Society. Dess arbete resulterade i skapandet av den afrikanska staten Liberia, Afrikas äldsta  republik.

### Bankkriget
Henry Clay blev också uppmärksammad för sina många politiska duster med senatorn och senare presidenten Andrew Jackson, de två männen avskydde varandra. Den mest kända av dessa politiska dueller var det så kallade bankkriget 1832 då Henry Clay i samarbete med Nicholas Biddle, ordförande i den dåvarande amerikanska centralbanken, Second Bank of the United States, försökte tvinga president Andrew Jackson att förnya bankens mandat för att fortsätta sin verksamhet för ytterligare fem år trots att dess rådande mandat inte gick ut förrän 1836. Clay visste att ett sådant förslag skulle godkännas i kongressen, där en majoritet stödde centralbanksystemet. Han hoppades därmed att presidenten, som var en uttalad motståndare till centralbanksystemet, skulle tvingas godkänna förslaget. Detta i ett försök att vinna en propagandaseger över Jackson inför det kommande presidentvalet som skulle hållas senare samma år, Jackson svarade dock med att lägga in sitt veto mot förslaget vilket utlöste en politisk kris i Washington D.C. som kom att prägla valrörelsen 1832, det resulterade dock i att Jacksons popularitet steg eftersom centralbanken för en stor del av allmänheten symboliserade politisk korruption och elitstyre och bidrog stort till att Jackson omvaldes till en andra mandatperiod med en förkrossande majoritet. Efterdyningarna av bankkriget skulle inte blåsa över helt förrän centralbanken upplöstes 1841.